# Ngero-Vitiaz jezici
Ngero-Vitiaz jezici, skupina od (43) jezika koji se govore na otoku Papua Nova Gvineja. Pripadaju široj skupini sjevernonovogvinejskih jezika, a granaju se na dvije uže podskupine, Ngero sa (6) jezika i Vitiaz sa (37).
a. Ngero (6): 
a1. Bariai (4): bariai, kove, lusi,  malalamai,
a2. Tuam (2): gitua, mutu;
b. Vitiaz (37): ,   
b1. Bel (8):
a. Astrolabe (3): awad bing, mindiri, wab;
b. Nuclear Bel (5):
b1. sjeverni bel (4): bilbil, gedaged, matukar, takia;
b2. južni bel (1): marik,
b2. Kilenge-Maleu (1): maleu-kilenge,
b3. Korap (3):arop-lukep, karnai, malasanga;
b4. Mangap-Mbula (1): mbula;
b5. Mengen (3): lote, mamusi, mengen;
b6. Roinji-Nenaya (2): mato, ronji;
b7. Sio (1): sio;
b8. jugozapadni novobritanski jezici (17) 
a. Amara (1): amara;
b. Arawe-Pasismanua (14):
b1. Arawe (9):
a. istočni arawe (4): akolet, avau, bebeli, lesing-gelimi,
b. zapadni Arawe (4) : aiklep, apalik, gimi, solong,
c. Mangseng
b2. Pasismanua (5): aigon, karore, kaulong, miu, sengseng;
c. Bibling (2): lamogai, mouk-aria;
b9. Tami (1): tami.

## Klasifikacija
austronezijski jezici/ Austronesian, 
malajsko-polinezijski jezici/ Malayo-Polynesian, 
centralni-istočni malajsko-polinezijski jezici/ Central-Eastern, 
istočni malajsko-polinezijski jezici/ Eastern Malayo-Polynesian, 
Oceanijski jezici/ Oceanic, 
zapadnooceanijski jezici/ Western Oceanic, 
sjevernonovogvinejski jezici/ North New Guinea, 
Ngero-Vitiaz jezici/ Ngero-Vitiaz,

## Vanjske poveznice
- Ethnologue (14th)
- Ethnologue (15th)